# Рейес, Николя
Николя Рейес (фр. Nicolas Reyes, род. 22 ноября 1958, Арль, Франция) — главный солист музыкальной группы Gipsy Kings. Он поёт главным образом в стиле традиционного и популярного фламенко и латиноамериканской румбы. Его хрипловатый голос и эмоциональная манера исполнения придают его песням особый колорит и делают его одним из наиболее ярких исполнителей фламенко. Им исполнены такие песни Gipsy Kings как Bamboleo, Volare и многие другие, занявшие лидирующие места в хит-парадах. Николя Рейес играет на гитаре. Левша. Этнический цыган-кале.

## Биография
Николя Рейес — третий из 5 братьев в семье певца Хосе Рейеса; его старшие братья, Пабло и Канут, и младшие, Патчай и Андре — также являются активными членами группы; Канут и Патчай тоже выступают как солисты. Сын Николя Жорж (Georges; род. 1975) — также член группы. Николя, как и остальные члены группы, говорит по-испански и по-французски, и поёт на испанском и цыганском варианте испанского. Он проживает на юге Франции, где живут остальные члены группы и их семьи.